# Lars Vilhelm Henschen
Lars Vilhelm Henschen, född 1 juni 1805 i Karlskrona stadsförsamling, död 27 januari 1885 i Uppsala domkyrkoförsamling, var en svensk jurist och politiker. Han var far till Salomon Eberhard Henschen, Maria Henschen och Wilhelm Henschen samt farfar till Gunhild Lugn.
Henschen var son till prosten Wilhelm Peter Henschen och Anna Catharina Abelin. Henschen, som var vice häradshövding och senare rådman, var riksdagsman för borgarståndet i Uppsala vid ståndsriksdagarna 1853/54, 1856/58, 1862/63 och 1865/66, och en av representationsreformens häftigaste motståndare.
Han var gift med Augusta Munck af Rosenschöld (1806–1856), syster till Peter Munck af Rosenschöld.
Lars Vilhelm Henschen är begravd på Uppsala gamla kyrkogård.